# South Africa International 1996
Die South Africa International 1996 im Badminton fanden vom 31. August bis zum 3. September 1996 in East London statt. Auf der IBF-Turnierskala erreichte es die Wertung B.

## Sieger und Platzierte
| Disziplin    | Gold                                   | Silber                     | Bronze                           |
| ------------ | -------------------------------------- | -------------------------- | -------------------------------- |
| Herreneinzel | Johan Kleingeld                        | Ivan Botha                 | Chris Merrington                 |
| Herreneinzel | Johan Kleingeld                        | Ivan Botha                 | Nico Meerholz                    |
| Dameneinzel  | Michelle Edwards                       | Annalize du Preez          | Karen Coetzer                    |
| Dameneinzel  | Michelle Edwards                       | Annalize du Preez          | Vanessa van der Walt             |
| Herrendoppel | Johan Kleingeld Gavin Polmans          | Anton Kriel Nico Meerholz  | Michael Adams Chris Merrington   |
| Herrendoppel | Johan Kleingeld Gavin Polmans          | Anton Kriel Nico Meerholz  | Dave Calvert Jimmy Rujevic       |
| Damendoppel  | Vanessa van der Walt Annalize du Preez | Karen Coetzer Debbie Tee   | Marika Bester Karen Wehmeyer     |
| Damendoppel  | Vanessa van der Walt Annalize du Preez | Karen Coetzer Debbie Tee   | Michelle Edwards Sandra Weiss    |
| Mixed        | Johan Kleingeld Michelle Edwards       | Alex Nel Annalize du Preez | Dean Coetzer Karen Coetzer       |
| Mixed        | Johan Kleingeld Michelle Edwards       | Alex Nel Annalize du Preez | Anton Kriel Vanessa van der Walt |

## Finalergebnisse
| Disziplin    | Sieger                                 | Finalist                   | Ergebnis           |
| ------------ | -------------------------------------- | -------------------------- | ------------------ |
| Herreneinzel | Johan Kleingeld                        | Ivan Botha                 | 15–0, 15–5         |
| Dameneinzel  | Michelle Edwards                       | Annalize du Preez          | 11–7, 11–4         |
| Herrendoppel | Johan Kleingeld Gavin Polmans          | Anton Kriel Nico Meerholz  | 17–15, 15–11       |
| Damendoppel  | Vanessa van der Walt Annalize du Preez | Karen Coetzer Debbie Tee   | 15–11, 11–15, 15–2 |
| Mixed        | Johan Kleingeld Michelle Edwards       | Alex Nel Annalize du Preez | 15–5, 15–8         |